# Yngve Gamlin

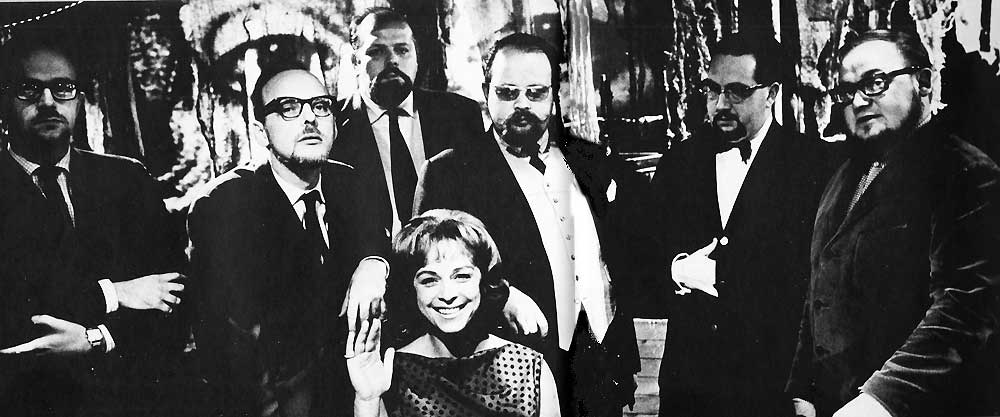
"Skäggen": Yngve Gamlin längst till höger.

Yngve Daniel Petrus Gamlin, ursprungligen Jönsson, född 17 mars 1926 i Strömsund, Jämtland, död 1 februari 1995 i Stockholm, var en svensk regissör, skådespelare, konstnär och scenograf.

## Biografi
Yngve Gamlin var son till begravningsentreprenören Petrus Jönsson i Strömsund. Gamlin började teckna redan under skoltiden i Strömsund, bland annat många karikatyrer av sina lärare, och han var också flitigt anlitad som dekoratör i skyltfönstren av de lokala handlarna och designade affischer för olika evenemang med mera. Han var musikalisk och spelade bland annat trummor i strömsundsorkestern Bernoz. 
Efter genomgången realskola flyttade han våren 1945 till Stockholm. Han var gift tre gånger. Under den sista tiden led han av diabetes. Från 1993 bodde han i Teaterförbundets ålderdomshem Höstsol.
Han var hela sitt liv en PR-man för Strömsund och Jämtland, höll hela tiden nära kontakt med sin gamla hembygd, och tillbringade oftast somrarna i Sundnäset på Öhn, som blev högkvarter för många filminspelningar under årens lopp.
Hans grav på Strömsunds nya kyrkogård har numera blivit ett turistmål; gravstenen är designad av Gamlin själv.

## Karriär
Efter skoltiden reste Gamlin som 19-åring till Stockholm för att studera vid Konstfack. Han studerade senare måleri i Köpenhamn och Paris, samt teaterhistoria vid Stockholms universitet. Efter att ha varit scenograf åt bland annat Stockholms studentteater mötte han i början av 1950-talet Povel Ramel, och blev inte bara scenograf utan en av de främsta idégivarna till Knäppupp-revyerna och filmerna. Hans specialitet som scenartist var ett märkligt nonsenssnack. Han imiterade träffsäkert tidens riksdagspolitiker i sketcherna "Tristdebatt i första svamlaren" och "Dilliga kammaren" och talade obegriplig dialekt som bondgubbe i filmen I rök och dans (1954) och obegriplig ryska som dirigent i filmen Ratataa (1956). Senare gjorde han en liknande roll som den ryske balettimpressarion Djagilev i Hasseåtages Picassos äventyr (1978).
Gamlin debuterade som regissör med kortfilmer i Knäppupps produktion, bland annat Från ax till limpa, en förfilm till I rök och dans, och En skogssaga om sävdykaren, dito till Martin Ljung-filmen Den store amatören (1958). Filmerna var parodier på reguljära dokumentärfilmsorter, den tråkiga undervisningsfilmen och naturfilmen.
Samtidigt gjorde han sig känd som kroginredare, med renoveringen av Operabaren, på uppdrag av Tore Wretman 1961, som främsta prestation. Berömd är också hans inredning av Teatergrillen i Stockholm år 1968. I Strömsund inredde han den nya restaurangen Hörnet år 1967, och renoverade ett antal år senare även krogdelen av det gamla Grand Hotell, där hans namn lever vidare i den Gamlinska källaren.
Den konstnärliga insats han själv satte högst var scenografierna för baletterna Eldfågeln och Törnrosa på Kungliga Operan. Yngve Gamlin är som scenograf representerad vid Scenkonstmuseet.
I radio spelade han den svamlande figuren Morbror Ruben. På TV var han ett av de ökända Skäggen (jämte bland andra Beppe Wolgers, Edvard Matz, Åke Söderqvist, Jan-Öjvind Swahn och Lasse O'Månsson), som sade runda ord, rapade och "spolade" ner dumma idéer i en toalett i en programserie som djupt chockerade samtiden. Det sägs att han i ett av dessa program myntade begreppet kändis för "berömd person". Han satt också med i redaktionen till Lennart Hylands TV-serie Hylands hörna. År 1966 skrev han och Beppe Wolgers monologen "Bunta ihop dom", där Lars Ekborg med stor framgång spelade tuff norrlänning. Vad som kanske är mindre känt är att Yngve Gamlin även prövat på kompositionens bana. I samband med att han var gästartist på OD:s Caprice skrev han stycket Påskantat 1972.
Han har också vid ett tillfälle överraskat pianisten Jan Eyron och, i operamässig stil, "sjungit" en högtysk romans. Som konstnär är han representerad med ett par kompositioner av tygtryck vid Nationalmuseum i Stockholm.

## Samhällsengagemang
På 1960-talet blev han alltmer samhällskritisk och ambitiös. Han utvecklade sina dokumentärfilmsparodier i en rad säregna filmer inspelade i norra Jämtland: Hjolbänningar (1961), som handlade om myrarnas övernaturliga folk, The Flata monster (1962), om jakten på ett odjur i Ströms Vattudal, och Kan bussen komma? (1972), med uttalat regionalpolitisk vinkel. Mer litterär var TV-filmen Elsa får piano (1973), som byggde på en novell av Fritiof Nilsson Piraten. Han gjorde också tre långfilmer: Är du inte riktigt klok (1964), Jakten (1965) och Badarna (1968), som var humoristiska och kulturkritiska på ett sätt som väckte mycket blandade reaktioner. Hans sista regiuppgift var tv-serien Om kärlek är... 1982.

### Republiken Jamtland
En bestående insats i svenskt kulturliv är Republiken Jamtland, som han grundade och drev tillsammans med kollegan från Jämtland, journalisten Björn Norström. Det började med kulturfestivalen Storsjöyran 1963, då Gamlin på skämt utropade sig till utbrytarrepublikens president. Med åren fick den jämtska frihetsrörelsen alltmer politisk udd som en manifestation mot landsbygdens avfolkning och en Norrlandsfientlig näringspolitik. Höjdpunkten blev "kuppen" 1967, då Gamlin bjöds till Harpsund och liksom andra gästande statsmän fick ro i Harpsundsekan med statsminister Tage Erlander. Under roddturen klagade Gamlin över att han bara fått halvt dagtraktamente istället för helt. Gamlin började till och med borra ekan i sank innan Erlander gick med på kraven. 

## Filmografi (urval)
- 1949 – Byssan lull
- 1954 – I rök och dans
- 1956 – Ratataa
- 1957 – Der Wassersprüchler – Sävdykaren
- 1958 – Den store amatören
- 1959 – Fröken Chic
- 1959 – Sköna Susanna och gubbarna
- 1960 – Sommar och syndare
- 1961 – Hjolbänningar
- 1962 – The Flata Monster
- 1963 – Vid sidan av leden
- 1964 – Är du inte riktigt klok? (manus av Lars Forssell)
- 1965 – Jakten (efter en novell av Per Olof Sundman).
- 1967 – 2:50 (kortfilm om en auktion med Erik Brännholm i Borgvattnet)
- 1968 – Badarna (efter romanen Rök av Lars Ardelius)
- 1972 – Kan bussen komma?
- 1973 – Elsa får piano (efter novellen av Fritiof Nilsson Piraten)
- 1978 – Picassos äventyr
- 1982 – Om kärlek är

## Teater

### Roller
| År   | Roll        | Produktion                                   | Regi                          | Teater       |
| ---- | ----------- | -------------------------------------------- | ----------------------------- | ------------ |
| 1955 | Medverkande | Spectacle, revy Povel Ramel och Yngve Gamlin | Carl-Gustaf Kruuse af Verchou | Idéonteatern |
| 1957 | Medverkande | Kråkslottet, revy Karl Gerhard               | Hasse Ekman                   | Idéonteatern |

### Scenografi och kostym
| År   | Produktion                                                                                   | Upphovsmän                                                                                      | Regi                                    | Teater                     | Noter                                  |
| ---- | -------------------------------------------------------------------------------------------- | ----------------------------------------------------------------------------------------------- | --------------------------------------- | -------------------------- | -------------------------------------- |
| 1952 | Huset i Montevideo It's A Gift                                                               | Curt Goetz och Dorian Otves                                                                     | Göran Gentele                           | Folkan                     | Scenografi                             |
| 1952 | Knäppupp I - Akta huvet, revy                                                                | Povel Ramel                                                                                     | Per-Martin Hamberg                      | Lorensbergs Cirkus/ Folkan | Scenografi                             |
| 1953 | Vildanden                                                                                    | Henrik Ibsen                                                                                    | Börje Mellvig                           | Riksteatern                | Scenografi                             |
| 1953 | Saken är Oscar Anything Goes                                                                 | P.G. Wodehouse, Guy Bolton och Cole Porter Översättning Robert Brendt och Eric Sandström        | Georg Funkquist                         | Oscarsteatern              | Scenografi                             |
| 1953 | Dårskapens timme L'ora della fantasia                                                        | Anna Bonacci                                                                                    | Per Gerhard                             | Vasateatern                | Scenografi                             |
| 1953 | Woyzeck                                                                                      | Georg Büchner                                                                                   | Bengt Lagerkvist                        | Teatern i Gamla stan       | Scenografi                             |
| 1953 | Lantlollan                                                                                   | William Wycherley                                                                               | Sam Besekow                             | Alléteatern                | Scenografi                             |
| 1953 | Djuprevyn 2 meter, revy                                                                      | Povel Ramel och Yngve Gamlin                                                                    | Egon Larsson                            | Idéonteatern               | Scenografi                             |
| 1954 | Lille kommissarien                                                                           | Marcel Achard                                                                                   | Åke Falck                               | Alléteatern                | Scenografi                             |
| 1954 | Flickan ovanpå The Seven Year Itch                                                           | George Axelrod                                                                                  | Sam Besekow                             | Alléteatern                | Scenografi                             |
| 1954 | Knäppupp II - Denna sida upp, revy                                                           | Povel Ramel och Yngve Gamlin                                                                    | Per-Martin Hamberg                      | Idéonteatern               | Scenografi                             |
| 1955 | I afton kl. 8 George Dandin, Jag talar till dig, Ödets man, Familjealbumet                   | Molière, William Saroyan, George Bernard Shaw och Noël Coward                                   | Sam Besekow Isa Quensel Hans Lagerkvist | Alléteatern                | Scenografi och kostym                  |
| 1955 | Henrik IV Enrico IV                                                                          | Luigi Pirandello Översättning Karin de Laval och Rudolf Wendbladh, Bearbetning Per-Axel Branner | Per-Axel Branner                        | Nya Teatern                | Scenografi                             |
| 1955 | Vävaren i Bagdad                                                                             | Hjalmar Bergman                                                                                 | Arne Forsberg                           | Teatern i Gamla stan       | Scenografi                             |
| 1955 | Spectacle, revy                                                                              | Povel Ramel och Yngve Gamlin                                                                    | Carl-Gustaf Kruuse af Verchou           | Idéonteatern               | Scenografi                             |
| 1956 | Knäppupp III - Tillstymmelser, revy                                                          | Povel Ramel                                                                                     | Per-Martin Hamberg                      | Idéonteatern               | Scenografi                             |
| 1956 | Den skandalösa historien om Mr Kettle och Mrs Moon                                           | J. B. Priestley                                                                                 | Per-Axel Branner                        | Alléteatern                | Scenografi                             |
| 1956 | Katt på hett plåttak Cat on a Hot Tin Roof                                                   | Tennessee Williams                                                                              | Per Gerhard                             | Vasateatern                | Scenografi                             |
| 1957 | Othello                                                                                      | William Shakespeare                                                                             | Börje Mellvig                           | Riksteatern                | Scenografi                             |
| 1957 | Ont blod The Bad Seed                                                                        | Maxwell Anderson                                                                                | Per-Axel Branner                        | Alléteatern                | Scenografi                             |
| 1957 | Kråkslottet, revy                                                                            | Karl Gerhard                                                                                    | Hasse Ekman                             | Idéonteatern               | Scenografi                             |
| 1957 | Glädjespridaren The Entertainer                                                              | John Osborne                                                                                    | Per Gerhard                             | Vasateatern                | Scenografi                             |
| 1958 | Spetsbyxor, vaudeville                                                                       | P.A. Henriksson                                                                                 | Nils Poppe                              | Idéonteatern               | Scenografi                             |
| 1958 | Funny Boy, revy                                                                              | Hasse Ekman och Povel Ramel                                                                     | Hasse Ekman                             | Idéonteatern               | Scenografi                             |
| 1959 | Två träd, revy                                                                               | Karl Gerhard                                                                                    | Hasse Ekman                             | Idéonteatern               | Scenografi                             |
| 1959 | Ungdoms ljuva fågel Sweet Bird of Youth                                                      | Tennessee Williams                                                                              | Per Gerhard                             | Vasateatern                | Scenografi                             |
| 1959 | Doktor Kotte slår till eller Siv Olson                                                       | Hans Alfredson och Tage Danielsson                                                              | Per Edström                             | Idéonteatern               | Scenografi                             |
| 1960 | Äventyret                                                                                    | Gaston Arman de Caillavet och Robert de Flers                                                   | Per Gerhard                             | Vasateatern                | Kostym                                 |
| 1960 | Milda makter Three’s Company                                                                 | Antony Hopkins och Michael Flanders                                                             | Bengt Peterson                          | Blancheteatern             |                                        |
| 1960 | Miraklet The Miracle Worker                                                                  | William Gibson                                                                                  | Per Gerhard                             | Vasateatern                | Scenografi                             |
| 1960 | Alla 4, revy                                                                                 | Povel Ramel                                                                                     | Hans Dahlin                             | Idéonteatern               | Scenografi                             |
| 1961 | Mamma San A Majority of One                                                                  | Leonard Spigelgass                                                                              | Per Gerhard                             | Vasateatern                | Scenografi                             |
| 1961 | Ursäkta handsken, revy                                                                       | Karl Gerhard                                                                                    | Tage Danielsson                         | Idéonteatern               | Scenografi                             |
| 1961 | Fridas visor                                                                                 | Birger Sjöberg                                                                                  | Per Sjöstrand                           | Skansens friluftsteater    | Scenografi                             |
| 1961 | Tuppfäktning                                                                                 | Erik Müller                                                                                     | Per Verner-Carlsson                     | Stockholms stadsteater     | Scenografi                             |
| 1961 | Så tuktas en argbigga                                                                        | William Shakespeare                                                                             | Per Gerhard                             | Vasateatern                | Scenografi                             |
| 1961 | Gungstolen                                                                                   | Hasse Ekman                                                                                     | Hasse Ekman                             | Intiman                    | Scenografi                             |
| 1961 | I hatt och strumpa, revy                                                                     | Hans Alfredson, Tage Danielsson, Owe Thörnqvist, Povel Ramel                                    | Mille Schmidt                           | Idéonteatern               | Scenografi och kostym                  |
| 1962 | Boeing Boeing                                                                                | Marc Camoletti                                                                                  | Herman Ahlsell                          | Vasateatern                | Scenografi                             |
| 1962 | Fritid, jämlikhet och djävulskap, revy                                                       | Kar de Mumma                                                                                    | Hasse Ekman                             | Folkan                     | Scenografi                             |
| 1962 | Den tappre soldaten Svejk Osudy dobrého vojáka Švejka za světové války                       | Jaroslav Hašek Dramatisering Karl Larsen, Översättning Nils Beyer                               | Åke Falck                               | Skansens friluftsteater    | Scenografi Tillsammans med Kaj Englund |
| 1962 | Iguanans natt The Night of the Iguana                                                        | Tennessee Williams                                                                              | Per Gerhard                             | Vasateatern                | Scenografi                             |
| 1962 | Pappa, pappa, stackars pappa, mamma har hängt dig i garderoben och jag känner mig så nere    | Arthur L. Kopit                                                                                 | Hans Lagerkvist                         | Idéonteatern               | Scenografi                             |
| 1962 | Vad pappa vet om kärlek, revy                                                                | Karl Gerhard                                                                                    |                                         | Vasateatern                | Scenografi                             |
| 1962 | Dax igen, revy                                                                               | Povel Ramel                                                                                     | Herman Ahlsell                          | Idéonteatern               | Scenografi                             |
| 1963 | För vänskaps skull, revy                                                                     | Kar de Mumma                                                                                    | Per Gerhard                             | Folkan                     | Scenografi                             |
| 1964 | Stockholmare, vet du vaad, revy                                                              | Kar de Mumma                                                                                    | Jackie Söderman                         | Folkan                     | Scenografi                             |
| 1964 | Va' ska vi göra Hvad ska vi lave                                                             | Klaus Rifbjerg och Jesper Jensen Översättning Gösta Rybrant                                     | Jackie Söderman                         | Lilla Teatern              | Scenografi                             |
| 1967 | Spela spelet The Roar of the Greasepaint – The Smell of the Crowd                            | Leslie Bricusse och Anthony Newley                                                              | Ivo Cramér                              | Oscarsteatern              | Scenografi                             |
| 1967 | Flickan i Montreal                                                                           | Lars Forssell                                                                                   | Jackie Söderman                         | Dramaten                   | Scenografi och kostym                  |
| 1968 | Black Comedy                                                                                 | Peter Shaffer Översättning Lennart Lagerwall                                                    | Hasse Ekman                             | Intiman                    | Scenografi                             |
| 1969 | Snark                                                                                        | Spike Milligan                                                                                  | Thor Zackrisson                         | Maximteatern               | Scenografi                             |
| 1969 | Ungkarlslyan Promises, Promises                                                              | Burt Bacharach, Hal David och Neil Simon                                                        | Ivo Cramér                              | Oscarsteatern              | Scenografi                             |
| 1970 | Arsenik och gamla spetsar                                                                    | Joseph Kesselring                                                                               | Hasse Ekman                             | Scalateatern               | Scenografi                             |
| 1970 | Inte just nu, älskling Not Now, Darling                                                      | Ray Cooney och John Chapman                                                                     | Hasse Ekman                             | Intiman                    | Scenografi                             |
| 1970 | Csardasfurstinnan Die Csárdásfürstin                                                         | Emmerich Kálmán, Leo Stein och Béla Jenbach                                                     | Isa Quensel                             | Oscarsteatern              | Scenografi                             |
| 1970 | Vi är alla lika Kvällssol, Shadow of the evening Pojke på delfin, Come into the garden, Maud | Noël Coward Översättning Per-Axel Branner                                                       | Per-Axel Branner                        | Maximteatern               | Scenografi                             |
| 1971 | Tartuffe                                                                                     | Molière                                                                                         | Mimi Pollak                             | Dramaten                   | Scenografi                             |
| 1972 | Sånt folk!, revy                                                                             | Carl Zetterström                                                                                | Lars Amble                              | Maximteatern               | Scenografi                             |
| 1974 | Stackars Frankrike Norman, Is That You?                                                      | Ron Clark och Sam Bobrick Översättning Kerstin Bernadotte                                       | Yngve Nordwall                          | Maximteatern               | Scenografi                             |
| 1974 | Glada änkan Die lustige Witwe                                                                | Franz Lehár, Victor Léon och Leo Stein Översättning Isa Quensel                                 | Isa Quensel                             | Oscarsteatern              | Scenografi                             |
| 1976 | Familjens Don Juan The Norman Conquests – Table Manners                                      | Alan Ayckbourn Översättning Per Gerhard                                                         | Per Gerhard                             | Vasateatern                | Scenografi                             |
| 1977 | Familjens Don Juan II - Kärlekssemestern The Norman Conquests – Living Together              | Alan Ayckbourn Översättning Per Gerhard                                                         | Per Gerhard                             | Vasateatern                | Scenografi                             |
| 1977 | Familjens Don Juan III - Förförelsen The Norman Conquests – Round and Round the Garden       | Alan Ayckbourn Översättning Per Gerhard                                                         | Per Gerhard                             | Vasateatern                | Scenografi                             |
| 1977 | Charleys tant Charley's Aunt                                                                 | Brandon Thomas Översättning Per Gerhard                                                         | Per Gerhard                             | Vasateatern                | Scenografi                             |
| 1978 | Min fru går igen Blithe Spirit                                                               | Noël Coward Översättning Per Gerhard                                                            | Per Gerhard                             | Vasateatern                | Scenografi                             |
| 1979 | Sängkammarfars Bedroom Farce                                                                 | Alan Ayckbourn Översättning Per Gerhard                                                         | Per Gerhard                             | Vasateatern                | Scenografi                             |
| 1980 | Vågar vi älska Chapter Two                                                                   | Neil Simon Översättning Per Gerhard                                                             | Per Gerhard                             | Vasateatern                | Scenografi och ljus                    |
| 1983 | Rampfeber Noises Off                                                                         | Michael Frayn                                                                                   | Per Gerhard                             | Vasateatern                | Scenografi                             |

## Priser och utmärkelser
- 1970 – Hedersledamot vid Norrlands nation
- 1986 – Karl Gerhards Hederspris
- 1991 – Purjolökspriset
- 1994 – Strömsunds kommuns kulturstipendium [44]

### Webbkällor
- Yngve Gamlin på Svensk Filmdatabas
- Yngve Gamlin på Svensk mediedatabas